# Södra Latin
Södra Latins gymnasium, souvent Södra Latin, est un gymnasium (un établissement suédois d'enseignement secondaire) public, situé à Södermalm à Stockholm, Suède. Avec son héritage datant du XVIIe siècle, le lycée est l'un des plus anciens et réputés de la Suède.